# Marianne Weber
Marianne Weber, nascida Marianne Schnitger, (Oerlinghausen, 2 de Agosto de 1870 – Heidelberg, 12 de Março de 1954) foi uma destacada feminista, escritora e esposa do sociólogo Max Weber. Frau Weber era uma talentosa escritora independente que publicou uma autobiografia e vários livros sobre problemas femininos. Escreveu "Weber, uma biografia" nos anos seguintes à morte prematura do marido em 1920.

## Biografia
Marianne Schnitger nasceu em Oerlinghausen, uma cidade na província prussiana de Westphalia, em uma rica família alemã: seu pai Eduard Schnitger era médico, sua mãe Anna era filha de Karl Weber, um importante empresário de Oerlinghausen. Quando sua mãe morreu em 1873, o pai mudou-se com a família de sua mãe para Lemgo. Mais tarde, o pai e dois irmãos adoeceram e o pai morreu em um hospital psiquiátrico. Marianne estudou em Lemgo e em um internato em Hanover, cujas mensalidades eram pagas por seu avô materno. Quando a avó também morreu (em 1889) Marianne voltou para Oerlinghausen na casa de Alwine Weber, irmã de sua mãe.
Em 1891, Marianne começou a conviver com os Charlottenburg Webers: o chefe da família, Max Weber (1836-1897), foi um proeminente jurista e político, irmão de Karl Weber e então tio-avô de Marianne. Marianne gostava especialmente de sua esposa Helene (1844–1919). Em 1893, Marianne casou-se com Max Weber, o jovem filho de Max e Helene em Oerlinghausen, e o casal mudou-se primeiro para Berlim e depois (em 1894) para Freiburg im Breisgau, onde Marianne seguiu as lições do filósofo neokantiano Heinrich Rickert. Em Freiburg, Marianne começou a se envolver no movimento feminista e continuou mesmo depois de se mudar com o marido para Heidelberg em 1897 Em 1998, Max Weber teve uma crise depressiva severa e até 1904 ele não pôde participar de nenhuma atividade. O primeiro ensaio de Marianne foi publicado em 1900; em 1907, seu trabalho mais importante foi publicado. Em 1904, ela acompanhou o marido aos Estados Unidos.
Em 1919, Marianne Weber tornou-se membro do Partido Democrático Alemão e foi eleita para o parlamento de Baden-Baden, a primeira mulher a ser eleita na República de Baden; em 1919 foi presidente da União das Organizações Feministas Alemãs (Bund Deutscher Frauenvereine), cargo que ocupou até 1923. Em 1919, Max e Marianne Weber mudaram-se para Munique; no ano seguinte, eles adotaram os quatro filhos de Lili Weber, irmã de Max que se suicidou. Pouco depois, porém, seu marido morreu. Marianne continuou a sua atividade: regressou a Heidelberg (em 1921), onde em 1924 obteve um diploma honorário. Em 1926, ela publicou uma biografia de seu marido. Até sua morte em 1954, ela permaneceu ativa como uma estudiosa e continuou a cuidar de seus quatro filhos adotivos.

## Trabalho

### Temas
A base da sociologia de Weber era a de uma mulher em uma sociedade patriarcal. Ela escreveu sobre as experiências das mulheres alemãs de seu tempo, muitas das quais estavam entrando no mercado de trabalho pela primeira vez. Essa nova exposição das mulheres ao mundo exterior levou a uma mudança na dinâmica de poder baseada no gênero dentro da família. As instituições de direito, religião, história e economia criadas e dominadas por homens fornecem uma estrutura para a vida das mulheres, cuja autonomia sofre como resultado. Weber também sentiu que a estrutura e as estruturas do casamento podem ser usadas como um estudo de caso para a sociedade em geral, uma vez que o casamento e o destino das mulheres em se casar são fundamentais para a vida das mulheres e podem ser vistos em todo o espectro de direito, religião, história e economia. Ela reconheceu que embora o casamento possa restringir a vida das mulheres, também pode servir como uma forma de proteção para as mulheres, servindo para minar "o poder brutal dos homens por contrato". O trabalho de Weber, especialmente Esposa e mãe no desenvolvimento do direito, de 1907, foi dedicado à análise da instituição do casamento. Sua conclusão foi que o casamento é "uma negociação complexa e contínua sobre poder e intimidade, na qual dinheiro, trabalho feminino e sexualidade são questões fundamentais".
Outro tema em seu trabalho era que o trabalho feminino poderia ser usado para "mapear e explicar a construção e a reprodução da pessoa social e do mundo social". O trabalho humano cria produtos culturais que variam de pequenos valores diários, como limpeza e honestidade, a fenômenos maiores e mais abstratos como filosofia e linguagem. Entre os dois extremos encontra-se um território intermediário vasto e inexplorado denominado "o terreno intermediário da vida diária imediata", no qual as mulheres, sendo as cuidadoras, cuidadoras de crianças e atores econômicos cotidianos da família, têm uma grande parte. Esse meio-termo é onde o self é criado, em sua maior parte, argumentou Weber, e esse self então afeta outras pessoas em suas ações diárias no mundo. Ela também sentiu que a luta contínua entre o espiritual e o animal é o que torna as pessoas humanas e que, em vez de ser uma crise a ser resolvida, o conflito entre o natural e o moral forma a base da dignidade humana. Esta "luta milenar de seres humanos pela subordinação da vida instintiva ao domínio da vontade humana moralmente livre" é um produto cultural. Finalmente, Weber também sentiu que as diferenças, como classe, educação, idade e ideologias de base, tiveram um efeito enorme na existência cotidiana das mulheres. Ela viu que existem profundas diferenças não apenas entre mulheres rurais e urbanas, mas também entre diferentes tipos de mulheres rurais e diferentes tipos de mulheres urbanas. As mulheres urbanas, das quais Weber era uma, se distinguiam não apenas pelas ocupações de seus maridos, mas também pelas próprias. Dentro da classe das mulheres trabalhadoras, as ocupações femininas (trabalho feminino tradicional versus a elite: acadêmicas, artistas, escritoras, etc.) têm um efeito diário sobre os padrões da vida diária e levam a diferenças nas necessidades, estilo de vida e ideologias gerais.

### Georg Simmel e Marianne Weber
Tem havido discussão sobre a conexão acadêmica de Max Weber com Georg Simmel, particularmente em termos de sua influência na Escola de Frankfurt, mas Marianne Weber também era colega de Simmel. Além de uma amizade de mais de 20 anos, na qual Max e Simmel conversavam e escreviam cartas com frequência, Weber escreveu uma resposta crítica ao ensaio de Simmel de 1911 "O Relativo e o Absoluto no Problema dos Sexos", no qual ela criticou seu conceito de "relações de gênero". Ambos os sociólogos lidaram com a "questão da mulher" e, mais amplamente, "a inter-relação entre modos de individuação de gênero, diferenciação social e diferença de gênero".

### Publicações
- “Ocupação e casamento” (1906)
- “Esposa e mãe no desenvolvimento do direito” (1907)[16]
- “Autoridade e Autonomia” (1912)
- “On The Valuation of Housework” (1912)[17]
- “Mulheres e cultura objetiva” (1913)[18]
- “Mulheres, Homens e Natureza Humana: A Crítica de Marianne Weber”
- “Tarefas Culturais Especiais das Mulheres” (1919)[19]

## Publicações selecionadas
- Fichtes Sozialismus und sein Verhältnis zur Marxschen Doktrin ("O Socialismo de Fichte e sua Relação com a Doutrina Marxista", 1900)
- Beruf und Ehe ("Ocupação e Casamento", 1906)
- Ehefrau und Mutter in der Rechtsentwicklung ("Esposa e Mãe no Desenvolvimento do Direito", 1907)
- Die Frage nach der Scheidung ("A Questão do Divórcio", 1909)
- Autorität und Autonomie in der Ehe ("Autoridade e Autonomia no Casamento", 1912)
- Über die Bewertung der Hausarbeit ("Sobre a avaliação do trabalho doméstico", 1912)
- Frauen und Kultur ("Mulheres e Cultura Objetiva", 1913)
- Max Weber. Ein Lebensbild ("Max Weber: Uma biografia", 1926)
- Die Frauen und die Liebe ("Mulheres e Amor", 1935)
- Erfülltes Leben ("A Vida Realizada", 1942 - republicado em 1946)
- Lebenserinnerungen ("Memórias", 1948)